# Arthur Prévost (journaliste)
Pour les articles homonymes, voir Arthur Prévost et Prevost.
Arthur Prévost est un journaliste né en 1910 et décédé le 27 novembre 2004 à l'âge de 94 ans. Prévost a marqué le monde journalistique et le grand public grâce à son naturel moqueur mais aussi par sa grande capacité d'adaptation dans les situations quotidiennes les plus diverses. Cet homme passionné de journalisme a voulu perpétué sa mémoire en léguant 50 000 $ à la Fédération professionnelle des journalistes du Québec (FPJQ) pour créer une bourse annuelle de 2000 $ visant à souligner et à récompenser la qualité du travail d’un journaliste prometteur en début de carrière, avec moins de cinq ans d'expérience.

## Biographie
Arthur Prévost, vu sa versatilité fut salarié ou pigiste. Il fut collaborateur de journaux québécois, aujourd'hui disparus : L'Autorité, Photo Journal, Le Samedi, La Patrie, L'Homme libre, Samedi-Dimanche et la Revue Populaire. Le 10 janvier 1969 Prévost prit sa retraite à la fin de son 6000e article titré : « À l'époque où Guy Mauffette portait sur lui une patate pour soigner ses rhumatismes ». Ce qui totalise 33 ans de journalisme.
Selon Alain Stanké(1) proche collaborateur d'Arthur Prévost, ce dernier vécu seul toute sa vie. Prévost ajoute : « Moi, je m'occupe de tout, mais de rien d'autre! ». Son unique famille fut le journalisme. « Arthur Prévost était un être à la présence rayonnante. Un journaliste unique en son genre, qui aimait les bons plats, les gros cigares, les histoires insolites, les jeux de mots et les calembours » . Il commença sa carrière journalistique en 1936. Au cours de sa longue carrière il commit aussi une dizaine d'ouvrages dont Toute la vérité sur la fille-mère et son enfant, Dictionnaire franglais, Coquilles et coq à l'âne, Le journalisme mène à tout...  ~1952, (en collaboration avec Alain Stanké). Pour se perfectionner Prévost suivit pendant deux ans à l'Université de Montréal une série de cours particuliers : sciences sociales, politiques, économiques. Arthur Prévost fut aussi titulaire d'un diplôme de professeur de chant grégorien. Il a aussi signé quelques pièces de théâtre. Selon Alain Stanké, Arthur Prévost fut également un grand épistolier. Il entretenait une correspondance avec des quidams et des célébrités du monde entier. Ainsi, Arthur Prévost fut en contact avec Jean Giono et Joséphine Baker. Celle-ci était une bonne amie que Prévost visitait fréquemment. Selon Alain Stanké, « Arthur avait des amis partout. Il était familier avec Camilien Houde, Jean Lesage et Jean Drapeau. Et parmi ses intimes il comptait Réjean Ducharme ». Stanké se souvient du tandem formé avec Prévost à la demande du patron du Petit Journal, Jean-Charles Harvey, dans le but de dénicher des reportages qui augmenterait le tirage de ce journal. De plus, Prévost révéla un talent d'improvisateur hors pair dans l'équipe des Insolences d'une caméra dirigé par Carl Dubuc, puis par Alain Stanké.
Arthur Prévost est le frère aîné de l'historien Robert Prévost.

## Extraits d'articles d'Arthur Prévost provenant du livre: «Le journalisme mène à tout...»
« J'avais en main un accordéon d'occasion, évalué à $100, et j'ai cherché vainement à le  vendre à ce prix chez six regrattiers de la rue Craig, dont les établissements s'échelonnent de la rue Hôtel-de-Ville à la rue St-Urbain. Le plus haut prix qu'on m'en a offert, en  un de ces bric à brac, a été de $50; tous les autres m'offraient moins encore. mais tous m'ont demandé d'abord -  et avec insistance - combien je voulais pour l'instrument. » (réf.: Le journalisme mène à tout ... p. 31)
« Vêtus de la réglementaire tunique blanche des sans-foyers du Refuge Meurling, nous avons prié et réveillonné avec les déshérités de la métropole. Pour la première fois dans l'histoire du refuge, on y célébrait là la messe de minuit à laquelle assista le maire de Montréal. Le jour de Noël, les quelque 300 invités du refuge retrouvèrent leur joie de vivre. » (réf.: ibid p. 57)

## Citation
« While a most important part of a newsmagazine's job is done in the quiet offices of writers and editors, there is no substitute for reporters who get all there is to get at the scene where news is breaking[réf. nécessaire]. »

## Publications
- Robert Prévost et Alain Stanké, le journalisme mène à tout..., éd. Petit Journal - Photo Journal, ~ 1952, 109 p. (préfacé par Pierre-Paul Lafortune, gérant des rédactions).
- Robert Prévost, Trois actes en une soirée, Éditions Princeps, Montréal, 1962, 123 p.